# Mitternacht
Pour l’article homonyme, voir Mitternacht, WAB 80.
Singles de LaFee
Was ist das Heul doch
Pistes de LaFee (album)
Virus Wo bist du (Mama)
Mitternacht (en anglais : Midnight Strikes) est le quatrième et dernier single de la chanteuse allemande LaFee sur l'album LaFee. Il est sorti en Allemagne le 24 novembre 2006. Une version anglaise de la chanson, intitulée "Midnight Strikes", plus tard, est apparue sur le troisième album studio LaFee Shut Up.

## Clip
Le clip a été montré pour la première fois le 18 novembre 2006 sur VIVA Live, chaîne de musique allemande.
Il a été réalisé par Bastien François et a été tourné à Berlin, en Allemagne. La vidéo reste proche de la chanson thème de la maltraitance des enfants car il représente LaFee comme un ange qui a été envoyé pour libérer une jeune fille, qui est victime de l'enfant abusé, par son agresseur. Il comporte également les membres du groupe de LaFee qui sont peints comme des clowns. 
La vidéo a été nommée pour le "Best national de vidéo" à ECHO Music Awards en 2007.

## Liste des chansons
CD Maxi Single
1. ""Mitternacht" (Video version) - 4:09
2. "Alles ist neu" - 3:47
3. "Du liebst mich nicht" - 4:41
4. "Wo bist du (Mama)" (Live version) - 5:37

Autre CD Maxi Single
1. "Mitternacht" (Album version) - 4:46
2. "Mitternacht" (Piano version) - 3:54
3. "Prinzesschen" (Live version) - 4:25
4. "Virus" (Live video) - 4:36
5. Backstage Material (Making of Secret Gig Kurzversion) - 3:59

## Charts
| Charts    | Meilleure position |
| --------- | ------------------ |
| Allemagne | 23                 |
| Autriche  | 27                 |